# Langwiesenbach (Dörrenbach)
Der Langwiesenbach (auch: Bach vom Lascheiderhof) ist ein etwas  über zwei Kilometer langer, südwestlicher und rechter Zufluss des Dörrenbaches im Gebiet der Kleinstadt Hermeskeil im rheinland-pfälzischen Landkreis Trier-Saarburg.

## Geographie

### Verlauf
Der Langwiesenbach entspringt auf etwa 530 m ü. NHN etwa 0,7 km südlich des Hermeskeiler Ortsteils Lascheiderhof im Wald an einem kleinen Weiher. Er fließt in anfangs nordöstlicher, insgesamt zwischen nördlich und östlich schwankender Richtung und verlässt bald den Wald. 
Östlich des Lascheiderhofs durchläuft er im Gewann Im Lascheiderweiher den etwa zehn Jahre lang durch einen Biberdamm angestauten Lascheider See. Dieser verschwand Ende März 2024 und baute sich im April 2024 wieder auf. Am westlichen Ausläufer des Sees läuft dem Bach von links der kurze Übungsgraben zu. Dann unterquert er die B 52 und passiert die Aufnahmeeinrichtung Hermeskeil.
Daraufhin tritt er wieder in ein Waldgebiet ein, in dem sein Talgrund jedoch lange offen bleibt. Bald mündet darin von Westen her der nunmehr längere Höfchengraben zu. Jenseits der Unterquerung der A 1 folgt noch ein kurzes Stück Waldlaufs, in dem er den Ruwer-Hochwald-Radweg und das stillgelegte Gleis der Hunsrückquerbahn kreuzt. Dann fließt er auf etwa 488 m ü. NHN von rechts in den Dörrenbach ein.
Der Langwiesenbach mündet nach 2,1 km langem Lauf mit mittlerem Sohlgefälle von rund 20 ‰ etwa 42 Höhenmeter unterhalb seiner Quelle.

### Einzugsgebiet
Das Einzugsgebiet des Langwiesenbachs ist 2,1 km² groß und liegt naturräumlich im Unterraum Keller Mulde der Hunsrückhochfläche. Am höchsten ist es mit etwa 565 m ü. NHN am Südrand auf einer Waldkuppe.
Im Norden fließt der Reipsfeldergraben ebenfalls und oberhalb von rechts in den Dörrenbach. Im Osten ist der Dörrenbach selbst das nächste Gewässer. Im Südosten fließt der Detzbach zu diesem. Der Lauschbach im Südwesten und der Laschender Bach im Nordwesten entwässern dagegen zur Wadrill.

### Zuflüsse
Liste der Zuflüsse von der Quelle zur Mündung. Gewässerlänge, Einzugsgebiet und Höhe nach den entsprechenden Layern auf der amtlichen Gewässerkarte bzw. der amtlichen topographischen Karte. Andere Quellen für die Angaben sind vermerkt.
- Übungsgraben, von links und Westsüdwesten auf etwa 515 m ü. NHN an der B 52, 0,3 km und 0,28 km²
- Höfchengraben, von links und Westsüdwesten auf etwa 502 m ü. NHN gegenüber dem Langwiesenkopf, 0,7 km und 0,52 km²